# 12761 Pauwels
12761 Pauwels eller 1993 TP38 är en asteroid i huvudbältet som upptäcktes den 9 oktober 1993 av den belgiske astronomen Eric W. Elst vid La Silla-observatoriet. Den är uppkallad efter den belgiske astronomen Thierry Pauwels.